# セバスティアン・コルドバ
フランシスコ・セバスティアン・コルドバ・レジェス（Francisco Sebastián Córdova Reyes, 1997年6月12日 - ）は、メキシコ・アグアスカリエンテス出身のサッカー選手。UANLティグレス所属。ポジションはミッドフィールダー。

## 経歴

### クラブ
アグアスカリエンテスで生まれたコルドバは、2015年にクラブ・アメリカのユースチームに参加した。2016年は、Ascenso MXのアレブリヘス・デ・オアハカへローン移籍し、リーガとコパMXのうちの2試合、合計21分の出場のみだった。彼の唯一のAscenso MX出場は、4-1で勝利した対ムルシエラゴ戦での85分からの途中出場だった。彼は以前、2016年8月16日にコパMXで同じ対戦相手に対して、0-0に終わった試合で16分間プレーした。これは、彼のプロデビューだった。ローン移籍期間後、コルドバはクラブ・アメリカに戻った。
ローン移籍先のクルブ・ネカクサ在籍時の2018年8月4日に対ロボス・デ・ラ・BUAP戦でリーガMXデビューし、この試合唯一のゴールを決めた。

### 代表
東京オリンピックのU-24メキシコ代表に選出された。